# Nacaduba cyaneira
Nacaduba cyaneira är en fjärilsart som beskrevs av Hans Fruhstorfer 1916. Nacaduba cyaneira ingår i släktet Nacaduba och familjen juvelvingar. Inga underarter finns listade i Catalogue of Life.